# Savelli
Savelli är en ort och kommun i provinsen Crotone i regionen Kalabrien i Italien. Kommunen hade 1 186 invånare (2017).